# Imperata contracta
Imperata contracta är en gräsart som först beskrevs av Humb., Bonpl. och Carl Sigismund Kunth, och fick sitt nu gällande namn av Albert Spear Hitchcock. Imperata contracta ingår i släktet Imperata och familjen gräs. Inga underarter finns listade i Catalogue of Life.